# Château d'Entrevaux (Ardèche)
Le château d'Entrevaux est un château situé en France sur la commune de Saint-Priest, dans le département de l'Ardèche en région Auvergne-Rhône-Alpes.

## Situation
Situé à 4 km au sud-ouest de Privas, vers le plateau du Coiron, le château d'Entrevaux, est un des rares exemples d'habitations seigneuriales du Vivarais aussi bien conservées. Il est situé en Moyen-Vivarais, dans le Bassin de Privas, il fait partie du canton de Privas. Le château a été construit entre deux vallées d'où son nom (la vallée de l'Ouvèze et de Vaumale). Autrefois, il devait défendre le château de Privas et l'ancienne route du col de l'Escrinet.

## Historique
Les textes montrent que le château aurait été assiégé et pillé au XVe siècle par une bande de routiers qui se seraient attaqués ensuite au monastère Saint-Michel, au sommet du Charay.
C'est surtout à l'époque des guerres de Religion que les seigneurs d'Entrevaux jouèrent un rôle important, en particulier lors du siège de Privas. Le protestant René de Bénéfice de Cheylus, sieur d'Entrevaux se rend et remet son château au roi Louis XIII. Le château d'Entrevaux accueillit Richelieu en mai 1629, pendant le siège de Privas à l'encontre des huguenots. C'est Richelieu, le puissant ministre de Louis XIII, ainsi que le comte de Soissons qui s'y installent afin de coordonner l'organisation du siège de la ville proche. Le château est attaqué dans la nuit du 25 au 26 mai 1629 par un commando protestant, sans succès. Après la prise de Privas, Richelieu ordonne de détruire Entrevaux mais heureusement ses ordres ne sont pas exécutés et seules les quatre tours sont écrêtées.
Le château est inscrit partiellement au titre des monuments historiques par arrêté du 28 avril 1970.

## Architecture
Le corps de logis, rectangle de 44 m sur 22 m, a des murailles épaisses de 80 cm faites de pierres volcaniques, particulièrement résistantes aux boulets. L'ensemble, flanqué aux angles de quatre tours rondes de 5,50 m de diamètre, arasées après le siège de Privas en 1629, présente un aspect imposant. Le château primitif remontait au XIIe siècle. En effet, des historiens ont trouvé des traces de hourd. Cependant, aucun document d'archive n'en apporte la preuve irréfutable. Cette forteresse, construite selon les règles de l'Art (murs épais, fossés de huit mètres de large, porte sur la face sud) et difficilement prenable, connaît de nombreux remaniements au cours des âges ; l'intérieur du château quant à lui fut peu modifié en raison de l'épaisseur des murs.
Le château d'Entrevaux, au début du XVIe siècle, fut restauré comme beaucoup de demeures seigneuriales françaises, à la mode italienne importée par une aristocratie éblouie par les réussites de la Renaissance transalpine. Le décor italien va peu à peu se juxtaposer à de nombreux bâtiments français grâce à l’arrivée d’architectes et décorateurs florentins ou romains qui transformèrent ces habitations, apportant le confort intérieur et de larges ouvertures. Les principales modifications extérieures eurent pour but de rendre la façade sud moins vulnérable devant les canons au tir tendu : deux murs sont appuyés aux deux tours sud entourant une basse-cour ; un bâtiment est construit en saillie à l'ouest.
Entrevaux, souvent réparé depuis le XVIIe siècle, présente aujourd'hui des pièces bien conservées (chambre de Richelieu, grande salle des Chevaliers, salle à manger voûtée restaurée au XVIIIe siècle).